# Solvang Vandtårn
Solvang Vandtårn er et vandtårn i Sønderborg, det er bygget i 1936. Vandtårnet blev under 2. Verdenskrig camoufleret, foranlediget af tyskerne, da det kunne være et kendemærke for engelske fly.